# Bosnien BA04
BA04 var den fjärde bataljonen av de Svenska Bosnienbataljonerna som Sverige bidrog med till de fredsbevarande styrkorna i Bosnien.

## Allmänt
Bataljonsstab (VL), stab- och trosskompani (XL) och stabs/ingenjörskompaniet (PL) grupperade på Camp Oden utanför Tuzla medan övriga förbandsdelar grupperade runt om i ansvarsområdet.
Total svensk truppstyrka var strax över 1000 män och kvinnor.
Under förbandets tid i området fick förbandet bl.a. var med och ta emot flyktingströmmen från Srebrenicamassakern.

## Förbandsdelar
Förbandsbeteckning inom parentes anger det förband som var ansvarigt för uppsättandet av enheten
- Bataljonschef: Överste Göran Arlefalk
- 7.pansarskyttekompani(PB 7): Chef Mj Jonasson
- 8.pansarskyttekompani (PB 8): Chef Mj Sigeback
- 9.pansarskyttekompani : Chef Mj Sjökvist
- 10.pansarskyttekompani (IB 12): Chef Mj Hansson
- Stab/ingenjörskompani (PB 7): Chef Mj Lindow
- 11.pansartrosskompani : Chef Mj Undenius
- 1.kampvogneskadronen  : Chef Mj Pedersen